# 李从璋
李从璋（886年—937年），字子良。
后唐明宗李嗣源之侄。少善骑射，跟從李嗣源歷戰河上，有平定後梁的功勞。后唐庄宗同光四年（926年），迎立李嗣源即帝位有功，天成元年（926年）五月，李從璋领捧圣左厢都指挥使，八月改为大內皇城使，加檢校司徒、彰國軍節度使，賜竭忠建策興復功臣。旋以韃靼諸部入寇邊境，李從璋率麾下出征討伐，一鼓而破，有詔褒獎他。天成三年（928年）四月，移镇滑台。長興元年（930年）十月，出鎮陝州。長興二年（931年）五月，遷為河中節度使，監督安重誨，誅重誨於河中私第。長興三年（932年），就加檢校太傅，賜忠勤靜理崇義功臣。長興四年（933年）五月，制封洋王。同年，明宗駕崩，閔帝嗣位，李從璋再受命代潞王李從珂於岐上，適逢李從珂舉兵攻入洛陽，此事遂告終。后晋天福元年（936年）十二月授威胜军节度使，降封陇西郡公。天福二年（937年）九月，卒於任上，時年五十一歲。邓人罢市紀念他。朝廷下詔赠太师。
长子后晋官员李重俊。三子后周官员李重直。李重直墓志自称为明宗孙，李从璋或曾被李嗣源养为子。

## 延伸阅读
[在维基数据编辑]
 《舊五代史·卷88》，出自薛居正《舊五代史》
 《新五代史/卷15》，出自歐陽修《新五代史》